# Roadkill
Roadkill je drugi studijski album slovenske stoner metal skupine Omega Sun, izdan septembra 2023 pri založbi No Profit Records. Vsebuje šest pesmi, vse so odpete v angleščini. Predstavlja glasbeno in vsebinsko nadaljevanje šest let prej izdanega prvenca Opium for the Masses. Roadkill je prejel večinoma pozitivne odzive tako poslušalstva kot kritike.

## Ozadje
Po izdaji debitantskega albuma, ki je skupini prinesel status enega bolj prepoznavnih slovenskih stoner metal sestavov, je sledilo večletno nastopanje na domačih in tujih odrih. Junija 2023 so izdali digitalni singl "The One", ki je napovedal novi album, 1. septembra je sledil drugi singl Doomer, teden pozneje pa je izšel celoten album Roadkill. Predstavili pa so ga 13. januarja v koprskem CMK.

## Kritični odziv
Roadkill je prejel zelo pozitivne kritike tako občinstva kot kritike. Garcia je za Metal Temple albumu prisodil 8 zvezdic od 10 z razlago, da je album "lekcija spontanega igranja stoner metala brez vsakršnih težav." Pohvalil je njegovo organskost in zvokovno abrazivnost. Dark Juan je na portalu Evermetal album ocenil z 9 od 10 z obrazlago, da je album presenetljivo zabaven, kratkočasen in zanimiv, izstopa pa prav vsaka pesem.

## Seznam pesmi
| Št.             | Naslov          | Dolžina |
| --------------- | --------------- | ------- |
| 1.              | „The One‟       | 5:20    |
| 2.              | „Black Dust‟    | 8:08    |
| 3.              | „Survive‟       | 6:32    |
| 4.              | „Another You‟   | 9:08    |
| 5.              | „Early Morning‟ | 5:16    |
| 6.              | „Doomer‟        | 4:40    |
| Skupna dolžina: | Skupna dolžina: | 39:04   |

## Zasedba
Omega Sun
- Igor Kukanja — vokal, bas kitara
- Aris Demirović — kitara
- Sebastian Vrbnjak — bobni